# Combarro (Poyo)
Combarro es una parroquia del municipio de Poyo, en la provincia gallega de Pontevedra (España).

## Historia
Hasta principios del siglo XX constituía un municipio independiente. El censo de 1999 registró 1567 habitantes y el de 2004, 1668.

## Patrimonio

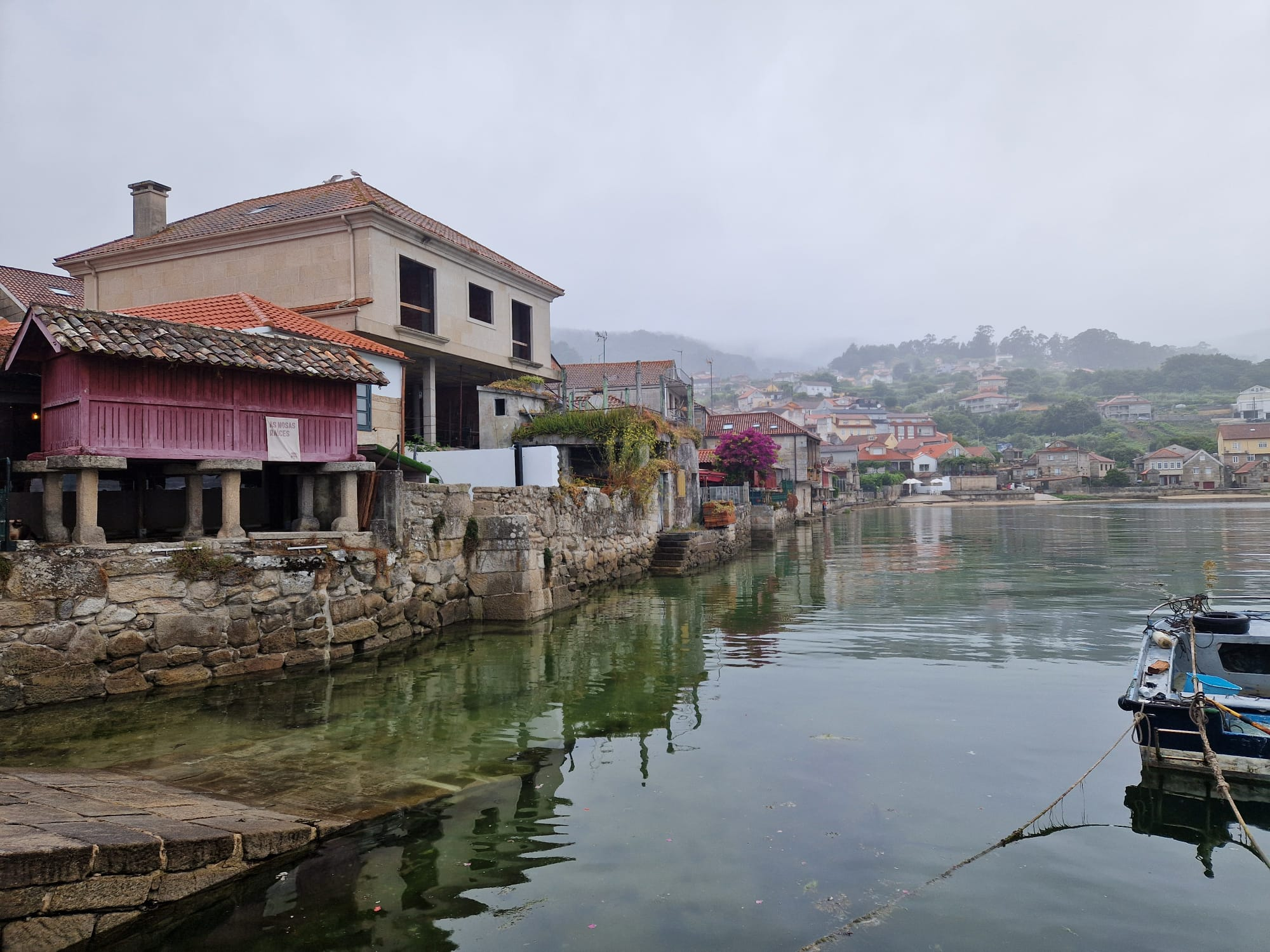
Hórreos en Combarro

Es un pueblo marinero, cercano tanto a la capital de provincia, Pontevedra (7 km), como a otros pueblos reconocidos como Sangenjo. 
Lo más destacable es su zona vieja, donde se halla una gran cantidad de hórreos y cruceros, además de la iglesia parroquial.
Está declarado bien de interés cultural como Conjunto Histórico y como Sitio Histórico.